# 天主教施派尔教区
天主教施派爾教區（拉丁語：Dioecesis Spirensis、德語：Bistum Speyer）是羅馬天主教在德國施派爾設立的一個教區，該教區包括萊茵蘭南部以及薩爾州東部。主教座堂設在施派爾，是一座巨大的羅馬式古建築，被列為世界文化遺產之一。

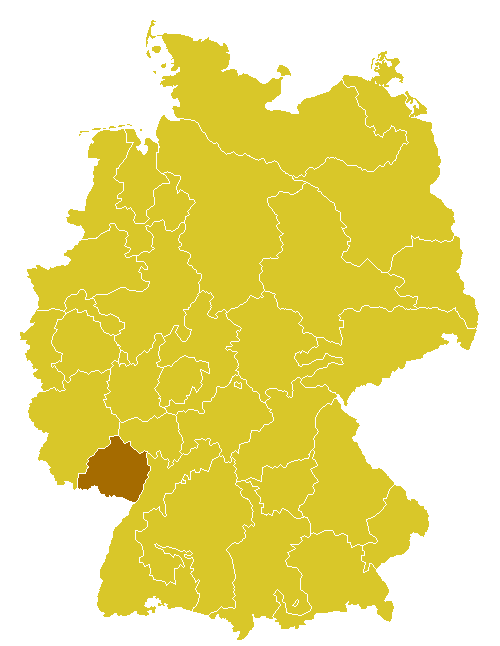
施派爾教區管轄範圍圖

2007年，有教友589,454人，佔轄區總人口44.5%、346個堂區、407名司鐸、56名執事、49名修士、753名修女。現任主教為卡爾-海因茨·威瑟曼（Karl-Heinz Wiesemann）。